# Asio (sova)
Asio je rod sov, ki pripadajo družini pravih sov (Strigidae). Rod Asio vsebuje uharice, za katere so značilni obušesni čopki na glavi, ki imajo videz ušesa. Ta skupina ima predstavnike po celem planetu, močvirska uharica pa je ena od najbolj razširjenih vrst ptic, ki gnezdijo v Evropi, Aziji, Severni in Južni Ameriki, Karibih, Havajih in Galapaških otokih. Njegov geografsko območje sega na vse celine, razen Antarktike in Avstralije.
To so srednje velike sove, 30-46 cm dolge z razponom kril od 80 do 103 cm. Imajo dolga krila in značilen obraz.
Dve severni vrste sta delno selivki, ki letijo v zimskem času iz severnih območjih na jug ali potujejo nomadsko v iskanju boljših zalog hrane. Tropske vrste Asio se večinoma ne selijo.
Asio sove so predvsem nočne živali, vendar se močvirska uharica giblje tudi ob somraku. Večina vrst gnezdi na tleh, mala uharica pa gnezdi v starih gnezdih.
Te sove lovijo na odprtih poljih in travnikih, plenijo v glavnem glodavce in druge majhne sesalce in nekatere ptice.

## Vrste
- Asio stygius
- Asio otus, mala uharica
- Asio abyssinicus
- Asio madagascariensis
- Asio flammeus, močvirska uharica
- Asio capensis
- Asio clamator - pogosto uvrščen v Pseudoscops ali Rhinoptynx

Prepoznani sta dve fosilni vrsti:
- Asio brevipes (pozni pliocen, ZDA)
- Asio priscus (pozni pliocen, ZDA)

Domnevno prazgodovinska vrsta (pozni eocen/zgodnji oligocen) "Asio" henrici je sedaj priznana kot član fosilnega rodu Selenornis. Podatki o "Asio" pygmaeus (pogosto napačno črkovan pigmaeus) se morajo ponovno proučiti. "Asio" collongensis (srednji miocen, Francija) je sedaj uvrščen v rod Alasio.